# K2-26
K2-26 — одиночная звезда в созвездии Близнецов на расстоянии приблизительно 324 световых лет (около 99,3 парсек) от Солнца. Видимая звёздная величина звезды — +14,528m. Возраст звезды определён как около 1 млрд лет.
Вокруг звезды обращается, как минимум, одна планета.

## Характеристики
K2-26 — красный карлик спектрального класса M1V. Масса — около 0,56 солнечной, радиус — около 0,52 солнечного, светимость — около 0,049 солнечной. Эффективная температура — около 3745 K.

## Планетная система
В 2016 году командой астрономов, работающих с фотометрическими данными в рамках проекта Kepler-K2, было объявлено об открытии планеты K2-26 b.